# Distretto di Aszód
Il distretto di Aszód (in ungherese Aszódi járás) è un distretto dell'Ungheria, situato nella provincia di Pest.